# Théoduin de Bavière
Dietwinus ou, selon la Chronique de Saint Hubert au XIIe siècle, Théoduin, fut prince-évêque de Liège du 27 juillet 1048 au 23 juin 1075.

## Biographie
Originaire de Bavière, il fut désigné directement par l'empereur Henri III à la mort de Wazon, son prédécesseur, en rupture avec l'usage qui voulait que les princes-évêques fussent nommés par le chapitre de chanoines de la cathédrale et par le peuple. De cette manière l'empereur, qui voyait leur puissance augmenter, voulut exercer sur eux un contrôle plus direct.
En janvier 1049, l'évêque de Liège et les évêques d'Utrecht et de Metz lancent une expédition contre Thierry de Frise, tuent leur adversaire, et placent la région sous la domination impériale. 
Il acheta à la comtesse Richilde pour 175 marcs d'or, la seigneurie du comté de Hainaut. 
À la mort d'Henri III, il reçoit le soutien de son successeur, Henri IV, qui confirme les possessions de l'évêché de Liège.

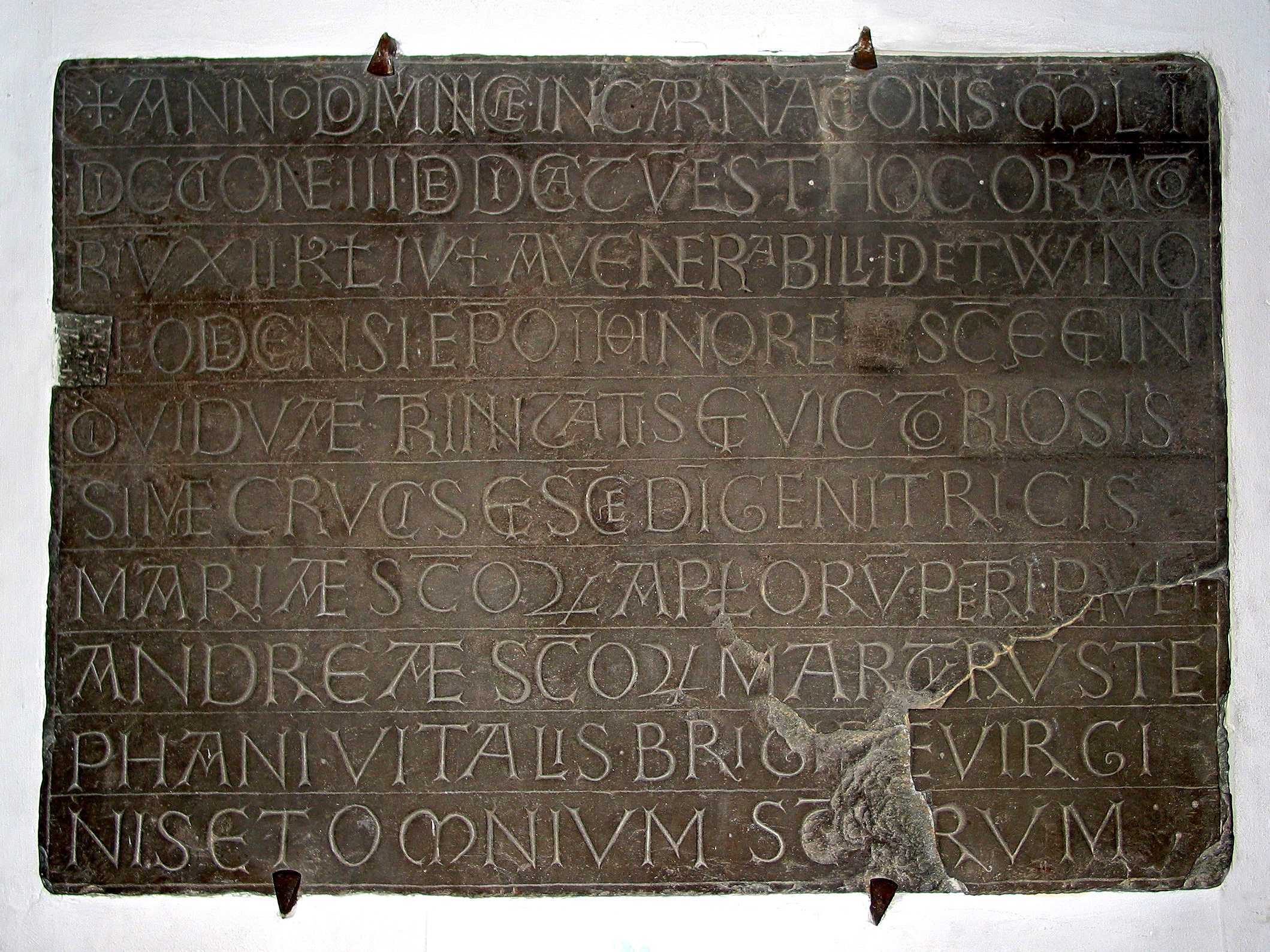
Pierre dédicatoire commémorant la consécration de l'église Saint-Etienne de Waha par Théoduin le 20 juin 1050

Il meurt le 23 juin 1075 et est enterré en la collégiale Notre-Dame, à Huy qu'il fit construire. Après bien des péripéties, sa dépouille trouve enfin le repos dans la crypte qui subsiste de l'édifice de 1066. Son tombeau y est encore visible aujourd'hui.
À sa mort, la Principauté de Liège est si puissante au sein de l'empire que de nombreux candidats se présentèrent à sa succession.